# Соколачки радио
Соколачки радио основан је 1975. године када су постављени темељи информисања на подручју општине Соколац. Из студијских просторија које су биле смјештене у објекту Средњошколског центра, 30. новембра 1975. године, одјекнула је романијска пјесма којом се огласио сигнал Радио Романије.

## Оснивање Радио Романије
Захваљујући високом функционеру тадашње БиХ Миланку Реновици, Радио-телевизији Сарајево, соколачкој општинској власти на челу са предсједником општине Војиславом Одовићем, општинама Рогатица и Хан Пијесак, у Сокоцу је основан радио. Први радници, новинари Бранимир Ђурковић, Бранко Гајевић и Велид Џиндо и технички реализатор Митар Беатовић, у вријеме припрема за отварање Радија, радили су теже физичке послове са екипом Радио Сарајева, која је била задужена за монтажу антенског стуба и опреме на брду Пуховац, гдје и данас доминира радијски предајник.

## Свечаност отварања Радио Романије
Свечаност отварања Радио Романије уредио је режисер Радио Сарајева Алексеј Неиман. У најавној шпици чији су звуци говорили о херојству Романије и Романијаца у Другом свјетском рату, чули су се гласови Марина Цвијетића, Загорке Зечевић и Фадила Селимовића. Млађана Сњежана Врбарац, ученица осмог разреда ОШ „Славиша Вајнер Чича“, прочитала је прву вијест о ономе што се дешавало претходног дана, 29. новембра 1975. године, када је обиљежена стогодишњица основног васпитања и образовања на подручју соколачке општине. Одјекнула је у студијском простору романијска пјесма из грла Слободана Форцана, Остоје Станића, Драга Ећимовића и Рада Рајака, као најава вишедеценијског емитовања емисије која је говорила о животу, обичајима и традицији романијских села.
Приликом отварања Радио Романије, забиљежена је изјава Миланка Реновице:
Радује ме што се, поводом Дана Републике и тридесетогодишњице  ослобођења наше земље, данас  укључује у  радио-мрежу БиХ Радио „Романија“. Ово је лијеп дар народу Романије. Надам се да ће радио-станица благовремено преносити информације, износити резултате и проблеме нашег друштва. Увјерен сам да ће  ту важну мисију млади колектив  успјешно испунити...

## Екипа Радио Романије
Екипу радија који је сигналом средњоталасног предајника покривао подручје општина Сокоца, Хан Пијеска, Рогатице, Олова и Пала чинили су:
Новинари:
- Велемир Елез
- Грујо Караџић
- Добрила Абазовић
- Сузана Обрадовић
- Сњежана Божић

Спикери:
- Радмила Подинић
- Горан Живковић
- Гордана Гошић

Међу радницима соколачког радија налазе се и технички реализатори Слободанка Пурковић, Миленко Пушоња, Радомир Цуровић, Милица Радовић и музички уредник професор Богољуб Спремић.

## Радио Романија у Отаџбинском рату
Посебно значајну улогу Радио "Романија" је одиграо у ратном времену. У почетку ратних збивања у БиХ био је једини електронски медиј на подручју Сарајевско-романијске регије путем којег је било могуће пласирати веома важне информације о борби српског народа за опстанак и стварање Републике Српске. Соколачки репортери први су забиљежили обраћање српском народу првог предсједника РС Радована Караџића, у дану када је из Сарајева стигао на Пале, у српску ратну престоницу. Преко таласа Радио Романије, Радован Караџић упутио је поруку српском народу у којој је позвао на јединство и слогу, савјетовао очински српске борце да се војнички, часно боре за слободу и одбрану својих огњишта, да не погазе чојство, у сили се не понесу, да поштују противника и заштите немоћне ма које вјере били.
Новинари Радио Романије у рату су пратили сва важнија дешавања.

## Радио Романија након потписивања Дејтонског споразума
Радио је имао посебно тежак задатак у времену након потписивања Дејтонског мировног споразума, када су Срби из сарајевских општина морали поћи у избјеглиштво, носећи са собом и своје мртве, које су по други пут сахрањивали у соколачком Војничком спомен-гробљу. У тим данима и ноћима на радијским таласима су текле сузе, јецаји и најпотресније приче. Програм је често емитован даноноћно. Захваљујући новинарима Радио Романије, вијести су стизале у далеко моћније радијске куће Радио Републике Српске и Радио Београд, као и у дневне новине Глас Српске, Блиц и Новинску агенцију Републике Српске СРНА.

## Забрана рада
Регулаторна агенција за комуникације БиХ ускратила је дугорочну дозволу Радио Романији. Након вишедеценијског успјешног рада, Радио Романија је престала емитовати програм 3. јануара 2002. године. Фреквенција Радио Романије уступљена је Радију Српско Сарајево. Након забране Радио Романије, Соколац је пуних шест година провео у медијском мраку.

## Радио Соколац
Након шест година медијског мрака и тишине, на фреквенцији Радија Републике Српске у Сокоцу се 31. марта 2008. године, из некадашњег студија Радио Романије, огласио радијски сигнал под именом Радио Соколац. Данас се овај радио, под трећим именом Инфо радио, налази у саставу Јавног предузећа Инфо центар, чији је оснивач Општина Соколац. Инфо радио свакодневно емитује шест часова властитог програма. У преосталом времену преноси програм Радија Републике Српске. Поред радијског програма, новинари и остали запослени припремају прилоге за Соколачке новине и општински портал Соколац - срце Романије.